# Androclès (film)
Androclès est un film muet français réalisé par Louis Feuillade et sorti en 1912.

## Fiche technique
- Réalisation et scénario : Louis Feuillade
- Photographie : Albert Sorgius
- Société de production : Société des Établissements L. Gaumont
- Pays : France
- Format : Muet - Noir et blanc - 1,33:1 - 35 mm
- Métrage : 296 m
- Genre : Drame
- Durée : 10 min
- Date de sortie : 
  -  France - avril 1912

## Distribution
- René Sablon : Androclès
- Raymond Lyon : Néron
- Yvette Andréyor
- Renée Carl
- André Luguet
- René Navarre